# Serromyia pendleburyi
Serromyia pendleburyi är en tvåvingeart som beskrevs av John William Scott Macfie 1934. Serromyia pendleburyi ingår i släktet Serromyia och familjen svidknott. Inga underarter finns listade i Catalogue of Life.